# San Cristóbal de Boedo
San Cristóbal de Boedo é um município da Espanha na província de Palência, comunidade autónoma de Castela e Leão, de área  km² com população de 31 habitantes (2007) e densidade populacional de 3,56 hab/km².

## Demografia
| Variação demográfica do município entre 1991 e 2004 | Variação demográfica do município entre 1991 e 2004 | Variação demográfica do município entre 1991 e 2004 | Variação demográfica do município entre 1991 e 2004 |
| --------------------------------------------------- | --------------------------------------------------- | --------------------------------------------------- | --------------------------------------------------- |
| 1991                                                | 1996                                                | 2001                                                | 2004                                                |
| 56                                                  | 54                                                  | 41                                                  | 38                                                  |